# Lluís Bertran Nadal i Canudas
Lluís Bertran Nadal i Canudas   (Vic, 1857 - Barcelona, 1913) fou un escriptor i poeta català.
Dirigí la publicació setmanal de Vic la Gazeta vigatana el 1904 i posteriorment col·laborà en la seva continuació la Gazeta Montanyesa. També col·laborà en La Renaixensa, La Ilustració Catalana i d'altres publicacions.
Fou fundador i primer president de la Societat Catalunya Vella, professor dels Estudis Universitaris Catalans, secretari de l'Orfeó Català i del consell directiu dels jocs florals, dels quals en fou mantenidor el 1906. Fou Membre corresponent de l'Acadèmia de Bones Lletres.
La seva obra literària comprèn poemes i sobretot novel·les, d'ambient rural i situades a la plana de Vic, com Questio de Nom (1881), Margaridoya (1884), Lo beneit i la porqueirola (1888), Benet Roura (1887), Los milions del farinayre (1893) i La Nonada (1904), narracions (Notes de viatge, 1907; Narracions) i poesies (Poesies). Publicà també Galería de vicenses ilustres i Episcopologi de Vic (1904) i l'obra de teatre La Goja (publicada el 1920).
Feu la semblança de Gabriel d'Avilès en la sessió de col·locació del seu retrat en la Galeria de Vigatans Il·lustres i publicà el tercer volum de Episcopologio de Vich (1904) i l'obra de teatre La Goja (publicada el 1920).